# Gedit
gEdit es un editor de textos compatible con UTF-8 para Solaris, GNU/Linux, macOS y Microsoft Windows. Diseñado como un editor de textos de propósito general, gEdit enfatiza la simplicidad y facilidad de uso. Incluye herramientas para la edición de código fuente y textos estructurados, como lenguajes de marcado. Es el editor predeterminado de GNOME.
Distribuido bajo las condiciones de la licencia GPL, gEdit es software libre.

## Características principales

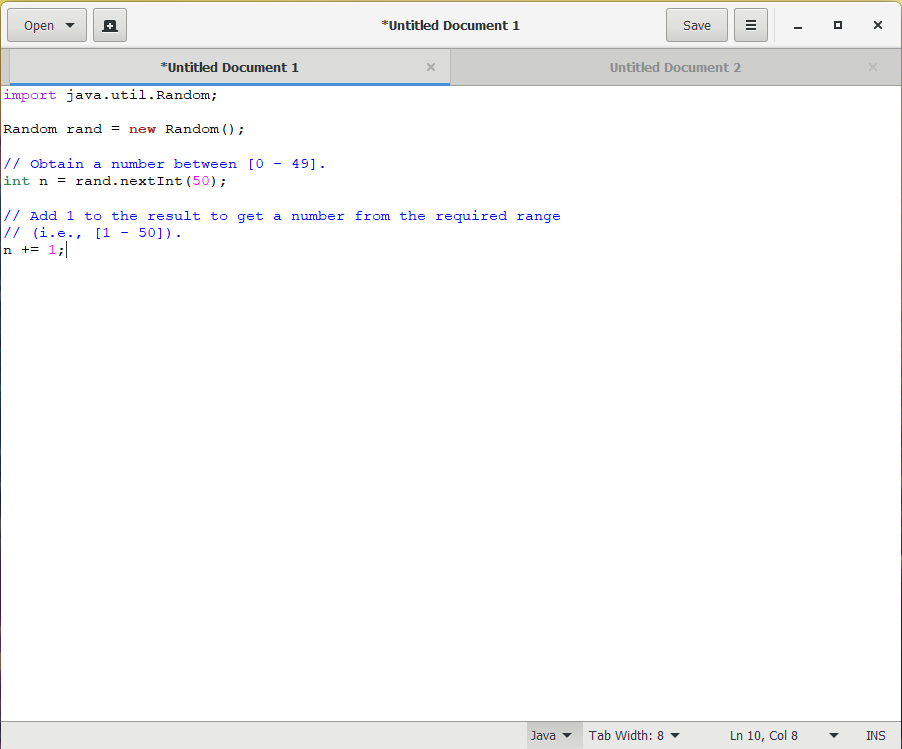
Gedit 3.20.1 corriendo en Windows 10

Además de las funcionalidades básicas que son habituales en un editor de texto, como copiar, cortar y pegar texto, imprimir, etc., gEdit incorpora coloreado de sintaxis para diversos lenguajes de programación y marcado. gEdit también posee pestañas en su interfaz para editar múltiples archivos a la vez. Puede editar archivos de manera remota usando la biblioteca GVFS. Otras características orientadas al código incluyen numeración de líneas, resaltado de la línea actual, indentación automática y copiado de seguridad del archivo.
Además, gEdit incluye un corrector ortográfico multilingüe y un flexible sistema de plugins que permite añadir características a la aplicación. Además de los complementos incluidos en gEdit, hay más disponibles para descargar.

## Arquitectura
La aplicación está diseñada para funcionar sobre X Window System, usando las bibliotecas GTK y GNOME. El editor está integrado con el resto de GNOME, soportando el arrastrado de archivos entre Nautilus hacia el cuerpo principal de la aplicación, uso del framework de impresión del gestor de GNOME y su sistema integrado de ayuda.